# Torrent (Katalonia)
Torrent – gmina w Hiszpanii, w prowincji Girona, w Katalonii, o powierzchni 7,86 km². W 2011 roku gmina liczyła 193 mieszkańców.